# 20 groszy 1938 Stary orzeł
20 groszy 1938 Stary orzeł – próbna moneta okresu złotowego II Rzeczypospolitej, będąca efektem poufnych przygotowań Mennicy Państwowej do realizacji nakazu przeprowadzenia specjalnej emisji monet, w celu zabezpieczenia obiegu pieniężnego, w związku ze spodziewanym wycofywaniem przez ludność monet srebrnych i niklowych, w przypadku nadchodzącej wojny.
Na monecie nie ma umieszczonego napisu „PRÓBA” inaczej niż na analogicznych monetach o nominałach 10 i 50 groszy.

## Rys historyczny
Pod koniec drugiego dziesięciolecia XXI w. wśród monet II Rzeczypospolitej znane są:
- dziesięcio-,
- dwudziesto- i
- pięćdziesięciogroszówki

z datą roczną 1938 – efekt przygotowań do zbliżającej się wojny. Dla wszystkich trzech groszowych nominałów niklowych opracowano projekty bite w brązie, w przypadku 50-groszówki również w żelazie i aluminium, będące powieleniem obiegowych wzorów Wojciecha Jastrzębowskiego, różniące się jedynie datą na awersie – 1938 zamiast 1923 oraz obecnością znaku mennicy. Do tej grupy zaliczana jest właśnie 20 groszówka 1938 ze starym orłem.
Cały proces prac nad nowymi monetami nie sprowadził się jedynie do zmiany daty z 1923 na 1938. W 1927 r. wprowadzono nowy wzór godła państwa opracowany przez Zygmunta Kamińskiego (Dz.U. z 1927 r. nr 115, poz. 980). W związku z tym został przygotowany przez Józefa Aumillera nowy projekt awersu z aktualnym godłem i umieszczoną datą 1938. W ten sposób powstały wzory próbnych 20- i 50-groszówek – z nowym awersem i starym rewersem, z których tylko nominał 50 groszy wybito ostatecznie w ilościach obiegowych. W przypadku 50-groszówki powstał również w medalierni mennicy nowy, bardzo uproszczony wzór rewersu, co ostatecznie zakończyło się jedynie na próbnej 50-groszówce.
Z monet ze starym orłem (awersem Wojciecha Jastrzębowskiego) w drugim dziesięcioleciu XXI w. tylko 10-groszówka zaliczana jest do prób kolekcjonerskich, gdyż została wybita w znanym nakładzie – 100 sztuk. 20- i 50-groszówki ze starym orłem zalicza się do prób technologicznych, ponieważ ich nakłady są nieznane. Monety te rzadko pojawiają się w obrocie kolekcjonerskim i to pomimo faktu, że np. większy nominał bito nie tylko w brązie ale również w aluminium oraz żelazie, na krążkach zarówno o obiegowej jak i powiększonej średnicy.
Co do zasady obiegowe monety „wojenne” miały być bite w poniklowanym żelazie. W konsekwencji próby kolekcjonerskie 20- i 50-groszówek z awersem Józefa Aumillera (nowym orłem) i rewersami Wojciecha Jastrzębowskiego wybite są na takich krążkach.

## Awers
Na tej stronie pośrodku umieszczono godło – stylizowanego orła w koronie, dookoła w otoku napis: „RZECZPOSPOLITA POLSKA”, nad orłem rok: „♦ 1938 ♦”, pod łapą orła z prawej strony herb Kościesza – znak mennicy w Warszawie.
Rysunek awersu, poza datą i obecnością znaku mennicy, jest identyczny jak na monetach 20 groszy 1923.

## Rewers
Na tej stronie umieszczono duże cyfry nominału „20”, poniżej napis: „GROSZY”, całość otoczona ozdobnym wieńcem dębowym.
Rysunek rewersu jest identyczny jak na monecie 20 groszy 1923.

## Opis
Monetę wybito w nieznanym nakładzie, w brązie, z rantem gładkim, na krążku o średnicy 20 mm, identycznej jak w przypadku monet obiegowych, masie 2,6–3,8 grama. Moneta notowana bywa na aukcjach numizmatycznych.